# Strange Little Girl
Strange Little Girl è un singolo del gruppo musicale inglese The Stranglers, pubblicato nel 1982 ed estratto dall'album The Collection 1977-1982.

## Tracce
1. Side A – Strange Little Girl – 2:40
2. Side B – Cruel Garden – 2:17

## Versione di Tori Amos
La cantautrice statunitense Tori Amos ha pubblicato il brano nel 2001 come singolo estratto dall'album Strange Little Girls.

### Tracce
1. Strange Little Girl – 3:50
2. After All – 4:42
3. Only Women Bleed – 3:34